# Metropolis (1927.)
Metropolis je njemački nijemi znanstveno-fantastični film koji je režirao austrijski redatelj Fritz Lang. Smatra se jednim od velikih klasika kinematografije. Film je produciran u Njemačkoj u doba Weimarske Republike i s prikazivanjem je započeo 1927. Bio je to do tada najskuplji nijemi film i stajao je između 3 i 5 milijuna Reichsmaraka (danas istovjetno 200 milijuna dolara).

## Uvod
Kako bi snimio Metropolis, Fritz Lang je uložio golem trud u produkciju koja je trajala tada vrlo dugih 18 mjeseci. Scenarij, koji je napisao zajedno sa suprugom Theom von Harbou, je bio iznimno složen te je govorio o radnji smještenoj u budućnosti, zbog čega se danas smatra jednim od prvih ZF filmova uopće, u kojoj su se sukobili kapitalizam i komunizam.
Studio Ufa je uložio u film tada astronomskih 5 milijuna Maraka (prilagođeno po inflaciji, to bi bila svota od 200 milijuna $ danas) zbog čega je skoro bankrotirao, a bilo je unajmljeno i tisuću statista. Eugen Schufftan je bio zadužen za specijalne efekte te je izradio minijature futurističkog grada (koje su kasnije inspirirale filmove kao što su "Istrebljivač" i "Ratovi zvijezda"), a radi dočaravanja žene robota glumica Helm je morala nositi zlatni oklop. Da bi se dočarali leteći auti iznad grada upotrijebljena je neka vrsta primitivne "Stop-motion" tehnike. Pri premijeri je film navodno trajao preko 210 minuta, ali se tijekom povijesti velik dio izgubio. Godine 2002. pojavila se restaurirana inačica koja traje dulje od dva sata, dok je 2008. pronađeno dodatnih 25 minuta filma, ali neki dijelovi ostali su nepovratno izgubljeni.

## Radnja
Budućnost, 2026. godina. U futurističkom gradu Metropolisu društvo je podijeljeno na dvije klase: na onu koja radi cijeli dan i na onu koja je privilegirana i "razmišlja" te se cijeli dan zabavlja. Grad kontrolira bogati industrijalac Joh Frederson, no njegov sin Freder se zaljubio u djevojku Mariju koja predvodi grupu koja se bori za veća prava radničke klase. Kako bi otkrio o čemu govori, Freder se tajno obuče u radnika i provede cijeli dan radeći teške fizičke i monotone poslove u tvornici.
U međuvremenu, Joh nagovori znanstvenika Rotwanga da novoizumljenog robota maskira u Mariju kako bi izazvao sukobe i konfuziju u radničkoj klasi. No Rotwang se želi osvetiti Johu jer je ovaj njemu preoteo njegovu veliku ljubav, Hel, Frederovu majku, pa programira robota da se pokrene protiv vladajućeg sustava. Lažna Maria postaje razuzdana plesačica u noćnom klubu, dok je prava Maria uhićena i zatvorena. No ubrzo radnici izazovu revoluciju i unište razne strojeve, među njima i Metropolisov "stroj srca", što izazove pražnjenje vodosprema i poplave raznih četvrti. Gomila se naljuti i spali robota Mariju na lomači, dok pravu Mariju od Rotwanga spasi Freder. Na kraju se Joh i radnička klasa pomire na nagovor Fredera, te se odluče na dijalog.

## Filmska ekipa
Režija: Fritz Lang
Glume:
- Gustav Frohlich (Freder Frederson)
- Alfred Abel (Joh Frederson)
- Brigitte Helm (Maria/Robot)
- Rudolf Klein-Rogge (Dr. Rotwang) i drugi.

## Kritike
Kritika danas smatra "Metropolis" jednim od najvažnijih i najboljih filmova kinematografije. Većina hvali Langovu viziju i njegovu sposobnost stvoriti nešto nesvakidašnje i originalno, u to vrijeme nijemi filmovi su se gotovo isključivo orijentirali na radnje smještene u prošlosti ili sadašnjosti, dok je ovdje radnja smještena u nepoznatu budućnost, vizualni stil, epski dizajn grada, zahtjevnu i ambicioznu simboličnu priču koja analizira narav kapitalizma, antologijske scene, poput one u kojoj robot oživi ili se prikaže scena robova u Babilonu, i inteligentnu izvedbu. Ipak, manji dio kritike je zamjerio filmu da je predugačak, zastario i suhoparan.
Steve Rhodes je u svojoj recenziji napisao: "Langov nijemi klasik "Metropolis" iz 1927. se s razlogom smatra jednim od najboljih filmova svih vremena... Epskih proporcija u razmjeru, priči i glazbi, ovaj film je nevjerojatna poslastica, a ovo novo izdanje ima oštru sliku i zvuk... Poput opere, većina nijemih filmova prikazuju preuveličane, gotovo komične događaje. "Metropolis" nije iznimka. Za mene, najbolji dio je melodična glazba koja svaki kadar puni velikom snagom i emocijama. Priča je sinteza religiozne alegorije i borbe podređene klase. Krajnja poruka filma je: "Posrednik između uma i ruka je srce." "Um" predstavlja društvo intelektualaca, a "ruke" društvo radnika. "Srce" je ljudsko milosrđe i obostrano razumijevanje koje ujedinjuje sve".
Christopher Null je također hvalio film: "Povijest kinematografije ne postaje relevantnije od ovog filma, originalnog "Metropolisa", Langovog remek-djela, grandioznog i nevjerojatnog epa koji izgleda impresivno i za 2004.". Jeffrey M. Anderson je pak napisao: "Čini se da meni nedostaje određeni gen koji bi mi omogućio da me oduševe veliki, skupi filmski spektakli. Ne podnosim niti "Moje pjesme, moji snovi" niti "Gladijatora", a čini se da ne mogu niti uživati u takvim filmovima poput "Zameo ih vjetar" ili "Titanic" bez određenog skepticizma... "Metropolis" fascinira svojim fascinantnim prizorima, ali oni su istodobno forsirani i ne nose cijeli teret; priča ne odgovora... Ukratko, film me je odbio svojom zastarjelom pričom, ali me i fascinirao svojim jedinstvenim vizualnim stilom".

## Vanjske poveznice
- Metropolis u internetskoj bazi filmova IMDb-a
- službena stranica o novoj restauraciji  Arhivirana inačica izvorne stranice od 15. srpnja 2006. (Wayback Machine)
- Originalni film za download
- restauracija 'Metropolisa'  Arhivirana inačica izvorne stranice od 28. lipnja 2006. (Wayback Machine)
- Recenzije na Rottentomatoes.com
- Metropolis page
- Giorgio Moroder and Metropolis tribute Website